# Одре Берго
Одре Берго (фр. Audrey Bergot; нар. 1 лютого 1985) — колишня французька тенісистка.
Найвищу одиночну позицію світового рейтингу — 224 місце досягла 21 березня 2011, парну — 289 місце — 2 травня 2011 року.
Здобула 1 одиночний та 2 парні титули туру ITF.

## Фінали ITF
| турніри $100,000 |
| турніри $75,000  |
| турніри $50,000  |
| турніри $25,000  |
| турніри $10,000  |

### Одиночний розряд: 10 (1–9)
| Результат | Ранг | Дата            | Турнір                      | Покриття   | Суперниця               | Рахунок       |
| --------- | ---- | --------------- | --------------------------- | ---------- | ----------------------- | ------------- |
| Перемога  | 1.   | 24 вересня 2006 | ITF Лімож, Франція          | Тверде (i) | Констанс Сібій          | 4–6, 6–4, 6–1 |
| Поразка   | 1.   | 25 березня 2007 | ITF Ам'єн, Франція          | Ґрунт (i)  | Тельяна Перейра         | 5–7, 6–3, 1–6 |
| Поразка   | 2.   | 23 вересня 2007 | ITF Лімож, Франція          | Тверде (i) | Анн-Лор Ейтц            | 1–6, 1–6      |
| Поразка   | 3.   | 22 березня 2009 | ITF Ам'єн, Франція          | Ґрунт (i)  | Віолетта Юк             | 3–6, 4–6      |
| Поразка   | 4.   | 18 жовтня 2009  | ITF Клермон-Ферран, Франція | Тверде (i) | Патрицья Сандуська      | 6–7(3), 1–6   |
| Поразка   | 5.   | 31 січня 2010   | ITF Каарст, Німеччина       | Килим (i)  | Анніка Бек              | 2–6, 5–7      |
| Поразка   | 6.   | 18 квітня 2010  | ITF Каїр, Єгипет            | Ґрунт      | Рената Ворачова         | 3–6, 4–6      |
| Поразка   | 7.   | 20 червня 2010  | ITF Падуя, Італія           | Ґрунт      | Ліана Унгур             | 4–6, 4–6      |
| Поразка   | 8.   | 25 червня 2011  | ITF Періге, Франція         | Ґрунт      | Северін Бремон Бельтрам | 4–6, 2–6      |
| Поразка   | 9.   | 25 березня 2012 | ITF Гонесс, Франція         | Ґрунт      | Ірина Бремон            | 6–7(2), 3–6   |

### Парний розряд: 3 (2–1)
| Результат | Ранг | Дата            | Турнір                      | Покриття   | Партнерка       | Суперниці                               | Рахунок  |
| --------- | ---- | --------------- | --------------------------- | ---------- | --------------- | --------------------------------------- | -------- |
| Перемога  | 1.   | 4 жовтня 2009   | ITF Клермон-Ферран, Франція | Тверде (i) | Андреа Ка       | Луція Коварчикова Давінія Лоббінґер     | 6–2, 6–2 |
| Перемога  | 2.   | 28 березня 2010 | ITF Гонесс, Франція         | Ґрунт (i)  | Ірина Бремон    | Фернанда Фарія Паула Крістіна Гонсалвеш | 6–3, 6–3 |
| Поразка   | 1.   | 11 квітня 2010  | ITF Аїн Сохна, Єгипет       | Ґрунт      | Шанель Сіммондс | Анна Бражнікова Марта Сироткіна         | 3–6, 3–6 |